# John Bodkin Adams

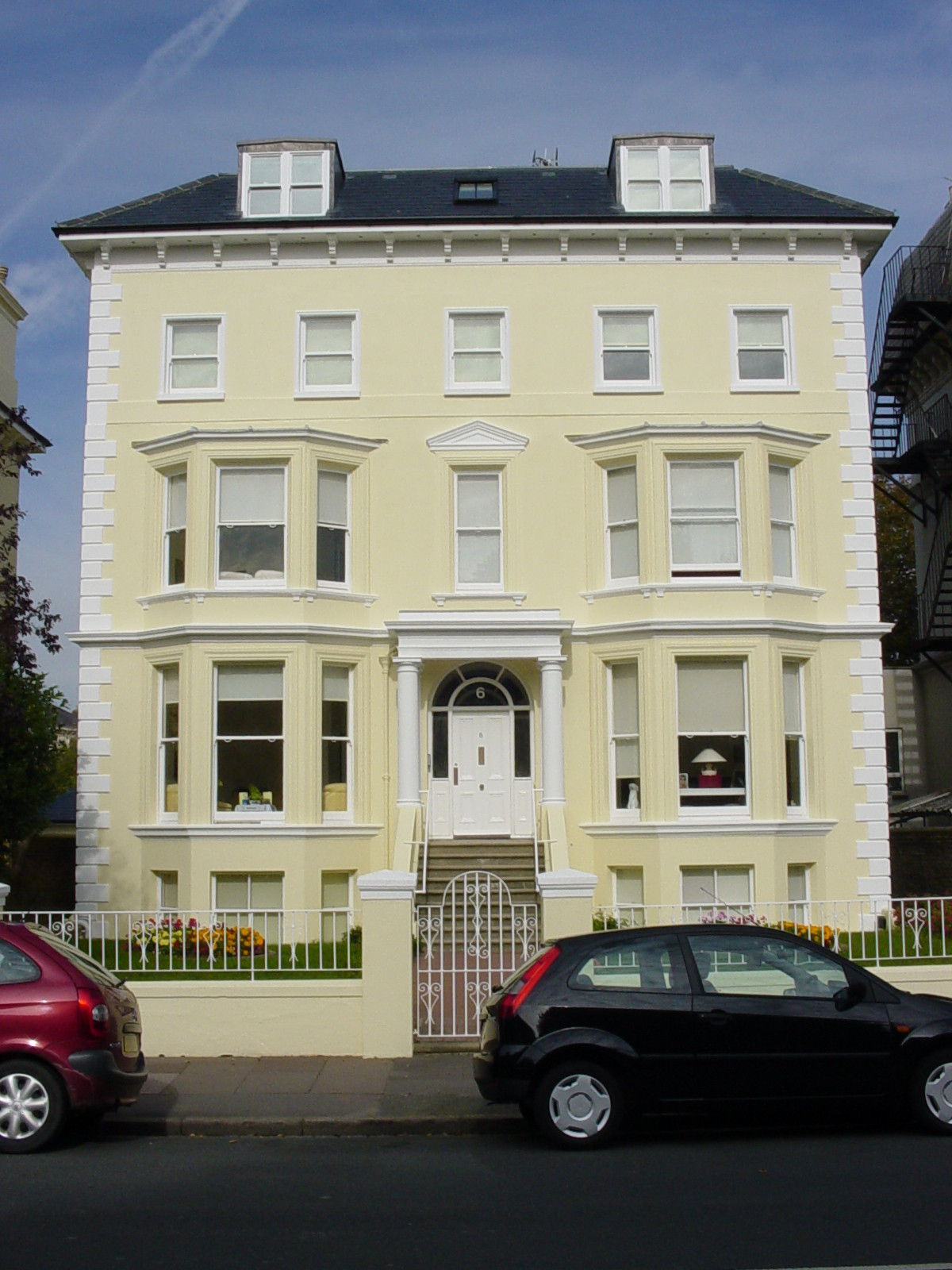
Kent Lodge, kde Adams žil mezi lety 1929–1983

John Bodkin Adams (21. leden 1899 – 4. červenec 1983) byl britský vesnický lékař irského původu a sériový vrah.
Adams se narodil ve městě Randalstown v Severním Irsku. V roce 1922 si v Eastbourne otevřel lékařskou praxi. Byl velmi úspěšný a v roce 1956 „byl pravděpodobně nejbohatším praktickým lékařem v celé Anglii“. Většina jeho majetku (mj. dva vozy Rolls-Royce) ale pocházela z pozůstalostí jeho pacientů: byl uveden minimálně ve 132 závětích, převážně od postarších žen, které zemřely nedlouho poté, co jim Adams pomohl sepsat novou závěť.
To nakonec vedlo v roce 1956 k velkému vyšetřování, během nějž vládní patolog Francis Camps shledal z celkem 310 úmrtí 163 případů podezřelých. Adams prý mnohokrát požádal sestry, které se o pacienta staraly, aby opustily místnost, před tím, než aplikoval pacientům „speciální injekci“ látky, o které sestrám odmítal říct, co je zač.
Proces s Adamsem si získal pozornost novinářů z celého světa a byl v té době popisován jako „proces století“. Porota shledala Adamse v hlavním případu nevinným, místní soud v Lewesu ho jen usvědčil z podvodů s lékařskými předpisy, lhaní na kremačních formulářích, maření policejního vyhledávání a nedostatečného zabezpečení skříně s léčivy, za což v souhrnu zaplatil Adams pokutu 2400 £.
Jeho příběh byl v roce 1986 zfilmován ve snímku The Good Doctor Bodkin Adams.